# Orgel der Moritzkirche Olomouc
Die Orgel der Moritzkirche in Olomouc ist die größte Orgel in Tschechien. Sie wurde 1745 von Michael Engler begonnen und 1959 bis 1971 von der Firma Rieger-Kloss erweitert. Sie hat 135 Register auf fünf Manualen und Pedal.

## Geschichte
Von 1496 ist die älteste Erwähnung eines Organisten an der Moritzkirche in Olmütz erhalten. 1716 wurde der Neubau eines Positivs für die Marienkapelle durchgeführt.
1730 wurde ein großes leeres Orgelgehäuse gebaut. Darin setzte Michael Engler aus Breslau eine dreimanualige Orgel mit 44 Stimmen.
1843 wurden durch Christoph Erler zwei Register ersetzt. Ansonsten blieb das Instrument ohne weitere größere Eingriffe.
Seit 1959 baute die Firma Rieger-Kloss aus Krnov. weitere Werke um das bestehende Instrument mit zusätzlich 94 Registern.
Ab 1989 fanden einige kleinere Veränderungen und Reparaturen durch Ivo Roháč statt. 
Die Moritzkirche sowie der Wenzelsdom sind Hauptschauplätze des Internationalen Orgelfestivals Olomouc, das der Organist Antonin Schindler 1969 initiierte und zu einer international beachteten Veranstaltung ausbaute sowie seit seinem Tod 2010 von Karl Martinek, Kirchenmusikdirektor der Moritzkirche, fortgeführt wird.

## Disposition
Die Orgel ist mit 97 Registern auf fünf Manualen und Pedal die größte in Tschechien. Hauptwerk, Unterwerk (Positiv), Oberwerk und ein Teil des Pedalwerk sind von Michael Engler von 1745, Schwellwerk, Schwellpositiv, Bombardenwerk und ein Teil des Pedalwerks von Rieger-Kloss von 1959/1971.
Der Spieltisch von Engler ist erhalten. Er wird durch einen elektrischen Spieltisch von Rieger mit fünf Manualen ergänzt. Drei Pedalregister können im Kammerton gespielt werden.
Die Disposition lautet wie folgt:
| I Positiv (Unterwerk) CDE–c3 Engler |        |
| Principal                           | 8′     |
| Flauto Amabile                      | 8′     |
| Unda Maris                          | 8′     |
| Octava                              | 4′     |
| Flaut Minor                         | 4′     |
| Trinuna                             | 4′     |
| Spitzflaut                          | 2 ⁄3′  |
| Super Octava                        | 2′     |
| Mixture IV                          | 1 ⁄3′  |
| Harfe                               | Rieger |
| Glocken                             | Rieger |

| II Hauptwerk CDE–c3 Engler |       |
| Principal                  | 16′   |
| Bourdon-Flaut              | 16′   |
| Salicet                    | 16′   |
| Principal                  | 8′    |
| Gemshorn                   | 8′    |
| Flaut Major                | 8′    |
| Gamba                      | 8′    |
| Octava                     | 4′    |
| Nachthorn                  | 4′    |
| Quinta                     | 2 ⁄3′ |
| Cimbel II                  | (2′)  |
| Mixture VI                 | (2′)  |
| Trompet                    | 8′    |

| III Oberwerk CDE–c3 Engler |              |
| Principal                  | 8′           |
| Flaut Allemande            | 8′           |
| Rohrflaut                  | 8′           |
| Quinta Dena                | 8′           |
| Octava                     | 4′           |
| Quinta                     | 2 ⁄3′        |
| Super Octava               | 2′           |
| Mixtura IV                 | (1 ⁄3′)      |
| Vox Humana                 | 8′           |
| Tremolo                    | Rieger-Kloss |
| Harfe                      | Rieger-Kloss |
| Glocken                    | Rieger-Kloss |

| IV Schwellwerk CDE–c3 Rieger-Kloss |            |
| Spitzgedackt                       | 16′        |
| Weitprincipal                      | 8′         |
| Rohrgedackt                        | 8′         |
| Harfpfeife                         | 8′         |
| Vox Angelica III                   | (8′+4′+4′) |
| Kupferoktave 4′                    |            |
| Spillflöte                         | 4′         |
| Rohrquintatön                      | 4′         |
| Nachthornquinte                    | 2 ⁄3′      |
| Quintadecima                       | 2′         |
| Waldflöte                          | 2′         |
| Koppelflötenterz                   | 1 ⁄3′      |
| Querflöte                          | 1′         |
| Farbenmixtur III–IV                |            |
| Mixtur VI–VII                      |            |
| Quintzimbel III                    | (1⁄4′)     |
| Bassethorn                         | 16′        |
| Französische Trompete              | 8′         |
| Rohrschalmei                       | 8′         |
| Geigendregal                       | 8′         |
| Clairon                            | 4′         |
| Tremolo                            |            |
| Harfe                              |            |
| Glocken                            |            |

| V Schwellpositiv CDE–c3 Rieger-Kloss |         |
| Gedackt                              | 8′      |
| Trichterprincipal                    | 4′      |
| Blockflöte                           | 4′      |
| Kleinprincipal                       | 2′      |
| Quinte                               | 1 ⁄3′   |
| Schwegel                             | 1′      |
| Sesquialtera II                      | (2 ⁄3′) |
| Scharf V                             | (1′)    |
| Krummhorn                            | 8′      |
| Singend Kornett                      | 4′      |
| Tremolo                              |         |

| V Bombardenwerk CDE–c3 Rieger-Kloss |               |
| Holzprincipal                       | 8′            |
| Solokornet IV–VI                    | (4′)          |
| Principalmixtur VIII                | (4′)          |
| Trompete                            | 16′           |
| Trompete                            | 8′ horizontal |
| Trompete                            | 4′ horizontal |

| Pedal CDE–c1 Engler |                 |
| Majorbass           | 32′             |
| Principal           | 16′             |
| Subbass             | 16′             |
| Subbass             | 16′ Kammerton   |
| Quintadenabass      | 16′             |
| Quintadena          | 16′ Kammerton   |
| Octavenbass         | 8′              |
| Octavabass          | 8′ Kammerton    |
| Offenerbass         | 8′              |
| Gemshornquint       | 5 1⁄3′          |
| Mixtura VI          | (4′)            |
| Contra Posaune      | 32′ (1743)      |
| Posaunenbass        | 16′             |
| Trombabass          | 8′              |
| Clarino             | 4′ (Erler 1843) |

| Pedal CDE–c1 Rieger-Kloss |          |
| Holzprincipal             | 16′      |
| Gedacktpommer             | 16′      |
| Grossnasat                | 10 2⁄3′  |
| Kupferprincipal           | 8′       |
| Bleikoppelflöte           | 8′       |
| Choralbass                | 4′       |
| Rohrpfeife                | 4′       |
| Russischhorn              | 2′       |
| Rauschbass V              | (5 1⁄3′) |
| Mixtur VI                 | (2′)     |
| Bombarde                  | 16′      |
| Trompete                  | 8′       |
| Kopftrompete              | 4′       |
| Zink                      | 2′       |
| Glocken (Zvony)           |          |

- Koppeln:
  - Mechanisch (Engler): III/II, I/II, II/P
  - Elektrisch (Rieger-Kloss): I/III, I/IV, I/V (SP), I/V (BW), II/I, II/III, II/IV, II/V (SP), II/V (BW), III/IV, III/V (SP), III/V (BW), IV/V (SP), IV/V (BW), I/P, II/P, III/P, IV/P, V/P (SP), V/P (BW)

- Spielhilfen:
  - Mechanisch (Engler): Sperrventil (Manual und Pedal), Calcant
  - Elektrisch (Rieger-Kloss): Hauptwerk ab, Handregister ab, Walze ab, Generání Spojka ab (Generalkoppel ab), Manual 16′ und Pedal 32′ ab, Mixturen ab, Schwellpositiv ab, Bombardenwerk ab, Pedal (Engler) ab, Pedal (Rieger-Kloss) ab, 5 freie Kombinationen (A, B, C, D, E).

## Technische Daten
- Mechanische Spieltraktur
- Mechanische Registertraktur